# Église Sainte-Marthe de Toulon-sur-Allier
L'église Sainte-Marthe est une église située à Toulon-sur-Allier, en France.

## Localisation
L'église est située sur la commune de Toulon-sur-Allier, dans le département français de l'Allier.

## Historique
L'édifice est inscrit au titre des monuments historiques en 1926.